# Lourdes Flores

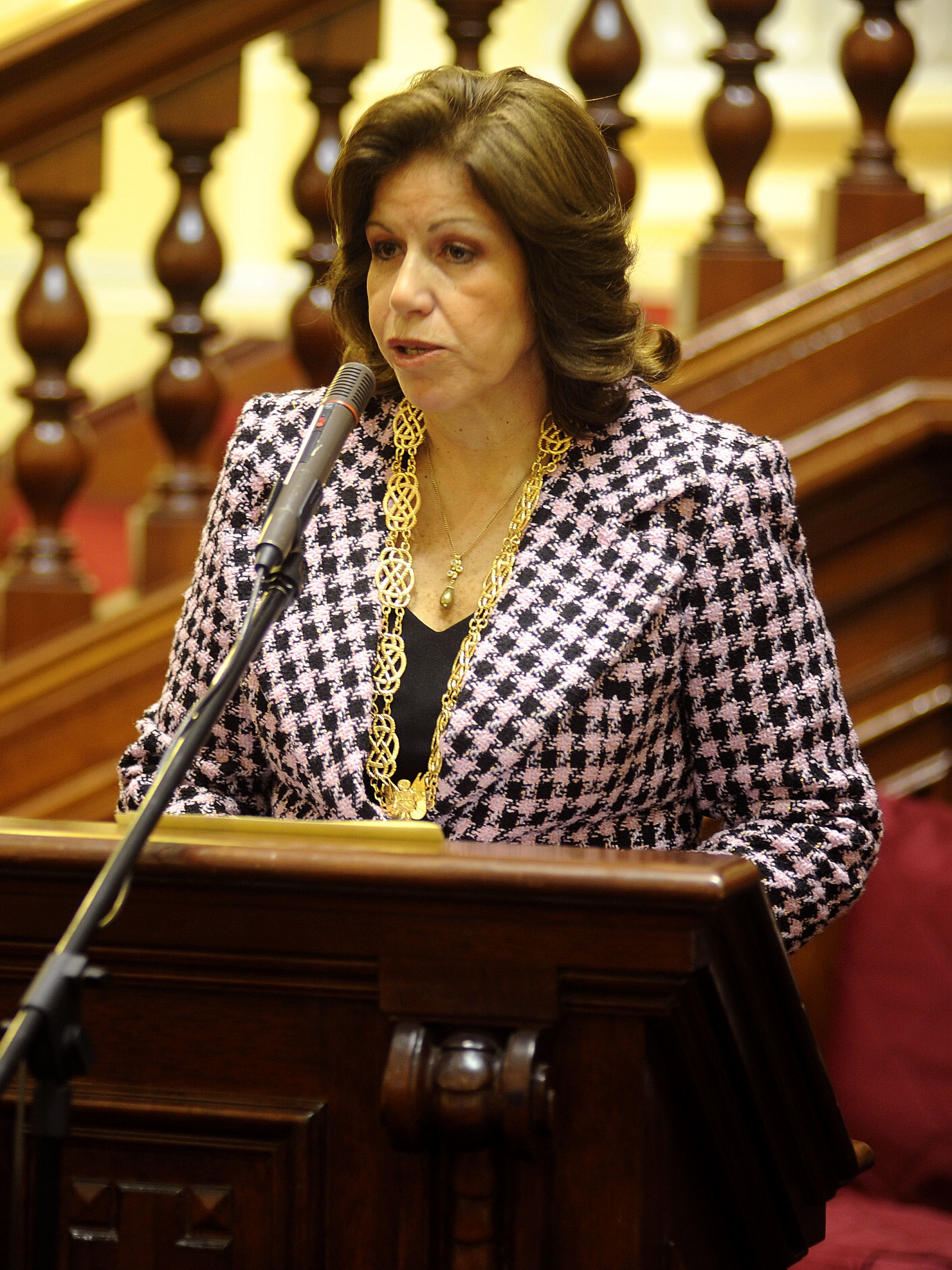
Lourdes Flores

Lourdes Celmira Flores Nano (* 7. Oktober 1959 in Lima) ist eine peruanische Rechtsanwältin und Politikerin.
Mit 18 Jahren trat sie der christdemokratischen Partido Popular Cristiano (PPC, Christliche Volkspartei) bei, deren Vorsitzende sie heute ist. Flores studierte von 1977 bis 1982 Jura an der Pontificia Universidad Católica del Perú in Lima. In den Jahren 1983 bis 1984 studierte sie in Madrid an der Universidad Complutense. Dort machte sie ihren Abschluss als Master en asesoria juridica de empresas (Unternehmensberatung in Rechtsfragen). Zwischen 1984 und 1989 war sie Dozentin sowohl an der Pontificia Católica del Perú wie auch an der Universidad de Lima.
Seit 1990 ist sie Abgeordnete des peruanischen Kongresses.
Bei den Präsidentschaftswahlen am 9. April 2006 kandidierte sie für das Mitte-rechts-Bündnis Nationale Einheit (Unidad Nacional) für die Nachfolge von Alejandro Toledo. Sie konnte sich jedoch nicht durchsetzen und kam nur auf den dritten Platz.